# Stethojulis

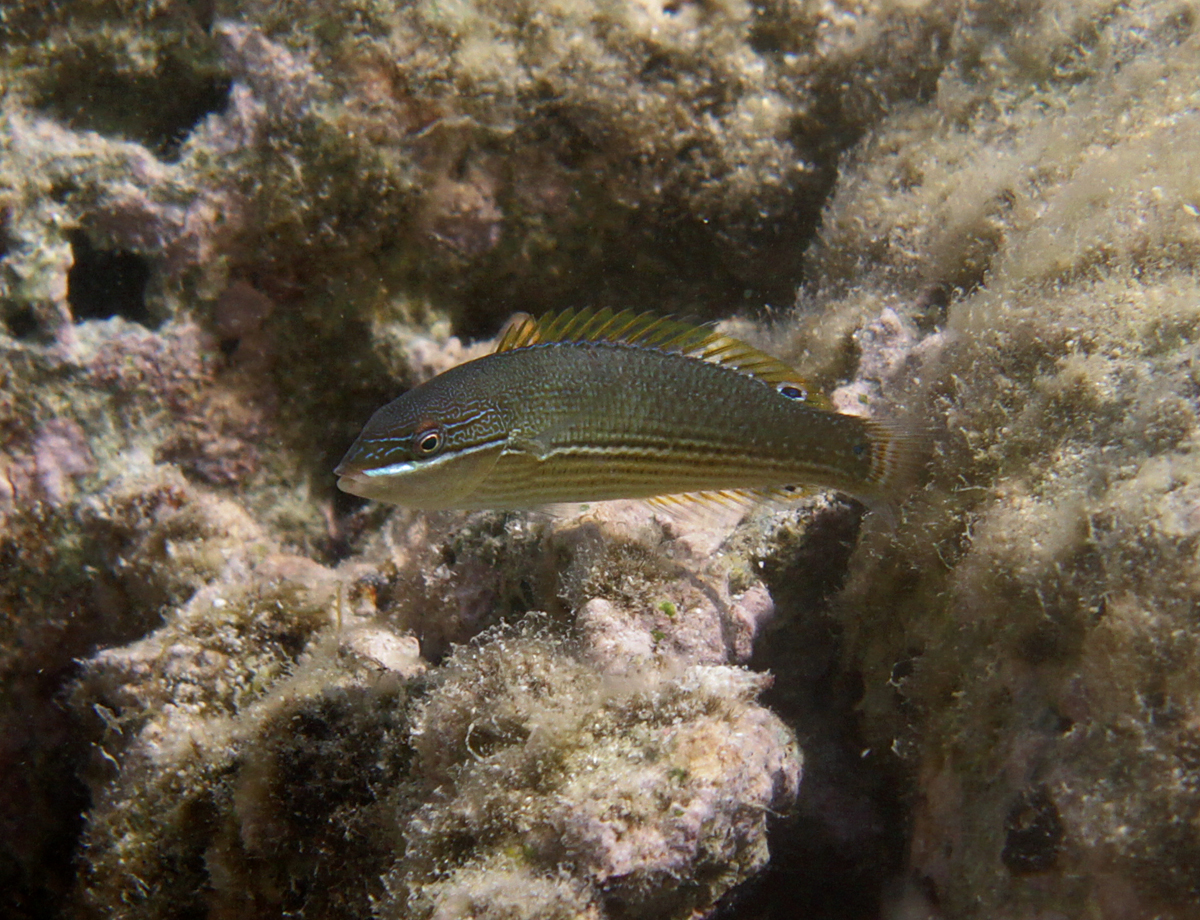
S. strigiventer

Stethojulis Günther, 1861 è un genere di pesci di acqua salata appartenenti alla famiglia Labridae.

## Distribuzione
Provengono dalle barriere coralline dell'oceano Pacifico e dell'oceano Indiano.

## Descrizione
Presentano un corpo compresso lateralmente, dalla forma quasi ovale, allungato e non molto alto. La livrea è variabile tra specie e specie, spesso sgargiante, mentre le dimensioni variano dai 7,4 cm di S. notialis ai 16 di S. maculata.

## Tassonomia
In questo genere sono riconosciute 10 specie:
- Stethojulis albovittata
- Stethojulis balteata
- Stethojulis bandanensis
- Stethojulis interrupta
- Stethojulis maculata
- Stethojulis marquesensis
- Stethojulis notialis
- Stethojulis strigiventer
- Stethojulis terina
- Stethojulis trilineata

## Conservazione
Nessuna delle specie è considerata a rischio di estinzione, e tutte sono classificate come "a rischio minimo" (LC) dalla lista rossa IUCN.